# آن اپلباوم
آن اپلباوم (انگلیسی: Anne Applebaum; ۲۵ ژوئیهٔ ۱۹۶۴ – ) ستون‌نویس، تاریخ‌نگار، نویسنده، نویسنده غیر داستانی، و روزنامه‌نگار اهل ایالات متحده آمریکا بود.

## تحصیلات
او از دانش‌آموختگان کالج سنت‌آنتونی، آکسفورد است.